# 申坦
申 坦（しん たん、生没年不詳）は、南朝宋の軍人。本貫は魏郡魏県。

## 経歴
申永（申鍾の孫）の子として生まれた。巴西梓潼二郡太守となった。元嘉20年（443年）3月、梁南秦二州刺史に転じた。元嘉26年（449年）、武陵王劉駿の下で鎮軍諮議参軍となった。元嘉27年（450年）、王玄謨とともに滑台を包囲したが、敗北を喫して免官された。青州刺史の蕭斌の下で行建威将軍・済南平原二郡太守となった。元嘉28年（451年）、碻磝を攻撃したが、敗退して歴城に入った。
元嘉30年（453年）、蕭思話が劉劭の乱を討つべく起兵すると、申坦は仮の輔国将軍となり、先鋒をつとめた。5月、京口城を陥落させた。孝建2年（455年）、寧朔将軍・徐兗二州刺史となった。
大明元年（457年）、北魏が兗州に侵攻してくると、太子左衛率の薛安都と東陽郡太守の沈法系が迎撃に向かい、兗州に到着すると、魏軍はすでに撤退していた。申坦は「北魏がたびたび国境を犯し、軍が出撃しても成果が出ないのは、亡命者が手引きしているからで、亡命者を滅ぼすべきです」と提案して、孝武帝（劉駿）に容れられた。亡命者たちがこの情報を察知して、村を挙げて逃走したため、薛安都と沈法系は官位を剥奪されて無官のまま職をつとめることとなり、申坦には棄市の刑が宣告された。群臣たちが申坦のために弁護したが、孝武帝に聞き入れられなかった。いざ刑が執行されるという段になって、沈慶之が刑場に入って泣きながら申坦の無罪を訴えた。市官が孝武帝に報告すると、一命を許されて、獄に繋がれた。まもなく赦免されて、驍騎将軍となったが、病没した。

## 子女
- 申令孫 - 永光元年（465年）に永嘉王劉子仁の下で左軍司馬・広陵郡太守となった。明帝のときに寧朔将軍・徐州刺史となって、薛安都を討つべく淮陽に入ったが、薛索児に投降して殺害された。
- 申闡 - 済陰郡太守となり睢陵城に駐屯した。薛安都の包囲を受けたが、睢陵を守りきった。兄の申令孫の説得を受けて、薛索児に投降したが、殺害された。

## 伝記資料
- 『宋書』巻65 列伝第25
- 『南史』巻70 列伝第60